# Густсон Ян Янович
Ян Янович Густсон (латис. Jānis Gustsons, 1906, місто Вольмар Ліфляндської губернії, тепер місто Валміера, Латвія — 29 квітня 1991, місто Лигатне, Латвія) — латиський радянський діяч, народний комісар (міністр) лісової промисловості Латвійської РСР. Депутат Верховної ради Латвійської РСР. Депутат Верховної ради СРСР 1—2-го скликань (1941—1950).

## Життєпис
Народився в родині столяра Яніса Густсона. Навчався у Військово-морській школі Крішяніса Валдемарса, після чого працював штурманом і капітаном вантажних кораблів.
У 1936 році організував страйк корабельних матросів, вимагаючи покращення умов праці, за що був звільнений з роботи та змушений працювати портовим робітником-вантажником.
Член Комуністичної партії Латвії (ВКП(б)) з 1937 року. Перебував на партійній підпільній роботі. Наприкінці 1939 року кооптований до складу ЦК КП(б) Латвії.
У 1940—1949 роках — народний комісар (з березня 1946 року — міністр) лісової промисловості Латвійської РСР. Під час німецько-радянської війни перебував у евакуації.
У 1959—1966 роках — директор Лигатненського паперового заводу Латвійської РСР, прихильник латвійських націонал-комуністів.
З 1966 року — на пенсії в місті Лигатне.
Під час перебудови поновив активну участь у громадському житті. 8 липня 1988 року виступив на спільному розширеному засіданні вчених рад Інституту історії партії Латвійської РСР та Інституту історії АН Латвійської РСР із роз'ясненням подій радянської окупації 1940 року. 28 липня 1989 року рішенням Верховної ради Латвійської РСР був включений до складу комісії, яка оцінювала політико-правові наслідки для Латвії угод, укладених між СРСР і Німеччиною в 1939 і 1940 роках.
Помер 29 квітня 1991 року в місті Лигатне.

## Нагороди
- орден Трудового Червоного Прапора (1950)
- орден Червоної Зірки (1946)
- медалі